# آن-جان رافينيل
ولد في فرساي في 26 أبريل (نيسان) 1809 وهو نجل كلود رافينيل، ملازم في فوج من قدامى المحاربين في محطة في فرساي وجين ديج، زار من 1826 إلى 1842 جزر الأنتيل والبرازيل والولايات المتحدة ومدغشقر وجزيرة بوربون والسنغال. تم تكليفه في عام 1843 لاستكشاف Faleme والبلدان المشاطئة، ونشر بعد عودته كتاب - رحلة إلى غرب أفريقيا - سنة ( 1846 ).
تم أسره في إحدى رحلاته إلى أفريقيا؛ استغل أسره لكتابة كتابه رحلة جديدة جديد في أرض الزنوج، والذي ظهر في عام 1856.
في عام 1855 تم تعيينه حاكمًا للمستوطنات الفرنسية في مدغشقر، وتوفي في عام 1858 في سانت ماري.